# Kurt Ravyts
Kurt Ravyts (Brugge, 24 april 1968) is een Belgisch Vlaams-nationalistisch politicus voor het Vlaams Belang.

## Levensloop
Ravyts studeerde filosofie en godsdienstwetenschappen aan de Katholieke Universiteit Leuven. Hij werkte zeven jaar lang als leerkracht in het secundair onderwijs en als docent in hoger niet-universitair onderwijs.
Tijdens zijn studies was Ravyts lid van de Nationalistische Studentenvereniging (NSV). In september 1999 ging hij als regiosecretaris voor het toenmalige Vlaams Blok werken, de partij waarbij hij zich in 1988 had aangesloten. Vervolgens was hij van 2002 tot 2007 fractiemedewerker, van 2007 tot 2014 fractiesecretaris en van 2014 tot 2019 opnieuw fractiemedewerker van de Vlaams Blok- en daarna de Vlaams Belang-fractie in het Vlaams Parlement.
Van 2000 tot 2019 was hij provincieraadslid van West-Vlaanderen. In de provincieraad was hij tevens Vlaams Blok- en Vlaams Belang-fractieleider. 
Bij de federale verkiezingen van 26 mei 2019 werd Ravyts vanop de derde plaats van de West-Vlaamse VB-lijst verkozen in de Kamer van volksvertegenwoordigers. Als Kamerlid ging hij zich toeleggen op het beleid rond energie, klimaat en leefmilieu. Bij de federale verkiezingen van 9 juni 2024 werd hij vanop de vierde plaats van de plaats herkozen in de Kamer.
Hij stelde zich als lijsttrekker kandidaat voor de partij Vlaams Belang voor de lokale verkiezingen op 13 oktober 2024 in de gemeente Zuienkerke. De partij haalde echter geen enkele zetel.